# Корнилија (Џорџија)
Корнилија (Џорџија) (енгл. Cornelia) град је у америчкој савезној држави Џорџија. По попису становништва из 2010. у њему је живело 4.160 становника.

## Демографија
Према попису становништва из 2010. у граду је живело 4.160 становника, што је 486 (13,2%) становника више него 2000. године.
| Група             | 2000.         | 2010.         |
| Белци             | 2.393 (65,1%) | 2.171 (52,2%) |
| Афроамериканци    | 350 (9,5%)    | 236 (5,7%)    |
| Азијати           | 171 (4,7%)    | 174 (4,2%)    |
| Хиспаноамериканци | 704 (19,2%)   | 1.446 (34,8%) |
| Укупно            | 3.674         | 4.160         |